# Daniel Fila
Daniel Fila (Brno, República Checa, 21 de agosto de 2002) es un futbolista checo que juega de delantero en el Venezia F. C. de la Serie B.

## Trayectoria
Nacido en Brno, comenzó su carrera futbolística en el Sokol Otnice, de donde pasó al Újezd u Brna antes de fichar por el F. C. Zbrojovka Brno en 2016. Tuvo un breve paso por el rival S. K. Líšeň, pero regresó al Zbrojovka después de cinco meses.
Debutó como profesional con el Zbrojovka Brno en el partido fuera de casa contra el F. K. Jablonec el 5 de noviembre de 2020, que terminó con victoria por 1-0. Sustituyó al único goleador del partido Jakub Přichystal en el último minuto del tiempo añadido. Marcó su primer gol con el Zbrojovka Brno el 14 de marzo de 2021, también en un partido contra el Jablonec, en una derrota por 2-1.
El 9 de julio de 2021 firmó un contrato de cuatro años con el F. K.Mladá Boleslav. Debutó con su nuevo club el 25 de julio de 2021, en la primera jornada de la temporada 2021-22 contra el F. C. Viktoria Pilsen, saliendo como suplente por Jiří Skalák en una derrota por 3-2. El 31 de julio de 2021 marcó su primer gol con el Mladá Boleslav en la victoria por 3-0 contra el Jablonec.
Impresionado con el Mladá Boleslav, el 10 de febrero de 2022 Fila fue traspasado al S. K. Slavia Praga, firmando un contrato de cuatro años y medio.
En septiembre de 2022 se incorporó al F. K. Teplice en calidad de cedido hasta final de temporada.
El 3 de febrero de 2025 firmó un contrato con el Venezia F. C. hasta junio de 2029.

## Selección nacional
Participó en la Eurocopa Sub-21 de 2025, marcando un gol de cabeza tras un centro de Václav Sejk en el primer partido de la República Checa en el torneo, una derrota por 3-1 contra Inglaterra.

## Estadísticas

### Clubes
Actualizado al último partido disputado el 25 de mayo de 2025.
| Club                                   | Div.          | Temporada     | Liga  | Liga  | Liga   | Copas nacionales | Copas nacionales | Copas nacionales | Copas internacionales | Copas internacionales | Copas internacionales | Total | Total | Total  |
| Club                                   | Div.          | Temporada     | Part. | Goles | Asist. | Part.            | Goles            | Asist.           | Part.                 | Goles                 | Asist.                | Part. | Goles | Asist. |
| -------------------------------------- | ------------- | ------------- | ----- | ----- | ------ | ---------------- | ---------------- | ---------------- | --------------------- | --------------------- | --------------------- | ----- | ----- | ------ |
| F. C. Zbrojovka Brno · República Checa | 1.ª           | 2020-21       | 20    | 1     | 0      | 1                | 0                | 0                | —                     | —                     | —                     | 21    | 1     | 0      |
| F. C. Zbrojovka Brno · República Checa | Total club    | Total club    | 20    | 1     | 0      | 1                | 0                | 0                | 0                     | 0                     | 0                     | 21    | 1     | 0      |
| F. K. Mladá Boleslav · República Checa | 1.ª           | 2021-22       | 20    | 4     | 0      | 3                | 1                | 2                | —                     | —                     | —                     | 23    | 5     | 2      |
| F. K. Mladá Boleslav · República Checa | Total club    | Total club    | 20    | 4     | 0      | 3                | 1                | 2                | 0                     | 0                     | 0                     | 23    | 5     | 2      |
| S. K. Slavia Praga · República Checa   | 1.ª           | 2021-22       | 12    | 1     | 1      | —                | —                | —                | —                     | —                     | —                     | 12    | 1     | 1      |
| S. K. Slavia Praga B · República Checa | 2.ª           | 2022-23       | 1     | 1     | 0      | —                | —                | —                | —                     | —                     | —                     | 1     | 1     | 0      |
| S. K. Slavia Praga · República Checa   | 1.ª           | 2022-23       | 2     | 0     | 1      | —                | —                | —                | 2                     | 1                     | 0                     | 4     | 1     | 1      |
| F. K. Teplice II · República Checa     | 3.ª           | 2022-23       | 2     | 1     | 0      | —                | —                | —                | —                     | —                     | —                     | 2     | 1     | 0      |
| F. K. Teplice II · República Checa     | Total club    | Total club    | 2     | 1     | 0      | 0                | 0                | 0                | 0                     | 0                     | 0                     | 2     | 1     | 0      |
| F. K. Teplice · República Checa        | 1.ª           | 2022-23       | 15    | 4     | 1      | 1                | 0                | 0                | —                     | —                     | —                     | 16    | 4     | 1      |
| F. K. Teplice · República Checa        | 1.ª           | 2023-24       | 27    | 10    | 3      | 2                | 1                | 0                | —                     | —                     | —                     | 29    | 11    | 3      |
| F. K. Teplice · República Checa        | Total club    | Total club    | 42    | 14    | 4      | 3                | 1                | 0                | 0                     | 0                     | 0                     | 45    | 15    | 4      |
| S. K. Slavia Praga B · República Checa | 2.ª           | 2024-25       | 2     | 1     | 0      | —                | —                | —                | —                     | —                     | —                     | 2     | 1     | 0      |
| S. K. Slavia Praga B · República Checa | Total club    | Total club    | 3     | 2     | 0      | 0                | 0                | 0                | 0                     | 0                     | 0                     | 3     | 2     | 0      |
| S. K. Slavia Praga · República Checa   | 1.ª           | 2024-25       | 4     | 1     | 0      | 1                | 0                | 0                | 4                     | 0                     | 0                     | 9     | 1     | 0      |
| S. K. Slavia Praga · República Checa   | Total club    | Total club    | 18    | 2     | 2      | 1                | 0                | 0                | 6                     | 1                     | 0                     | 25    | 3     | 2      |
| Venezia F. C. · Italia                 | 1.ª           | 2024-25       | 10    | 2     | 0      | —                | —                | —                | —                     | —                     | —                     | 10    | 2     | 0      |
| Venezia F. C. · Italia                 | Total club    | Total club    | 10    | 2     | 0      | 0                | 0                | 0                | 0                     | 0                     | 0                     | 10    | 2     | 0      |
| Total carrera                          | Total carrera | Total carrera | 115   | 26    | 6      | 8                | 2                | 2                | 6                     | 1                     | 0                     | 129   | 29    | 8      |